# Be My Wife
Be My Wife (em português:  Seja minha esposa) é um curta-metragem norte-americano de 1919, do gênero comédia, estrelado por Harold Lloyd.

## Elenco
- Harold Lloyd - o Garoto
- Snub Pollard
- Bebe Daniels
- Sammy Brooks
- Lige Conley (como Lige Cromley)
- Bud Jamison
- Dee Lampton
- Marie Mosquini

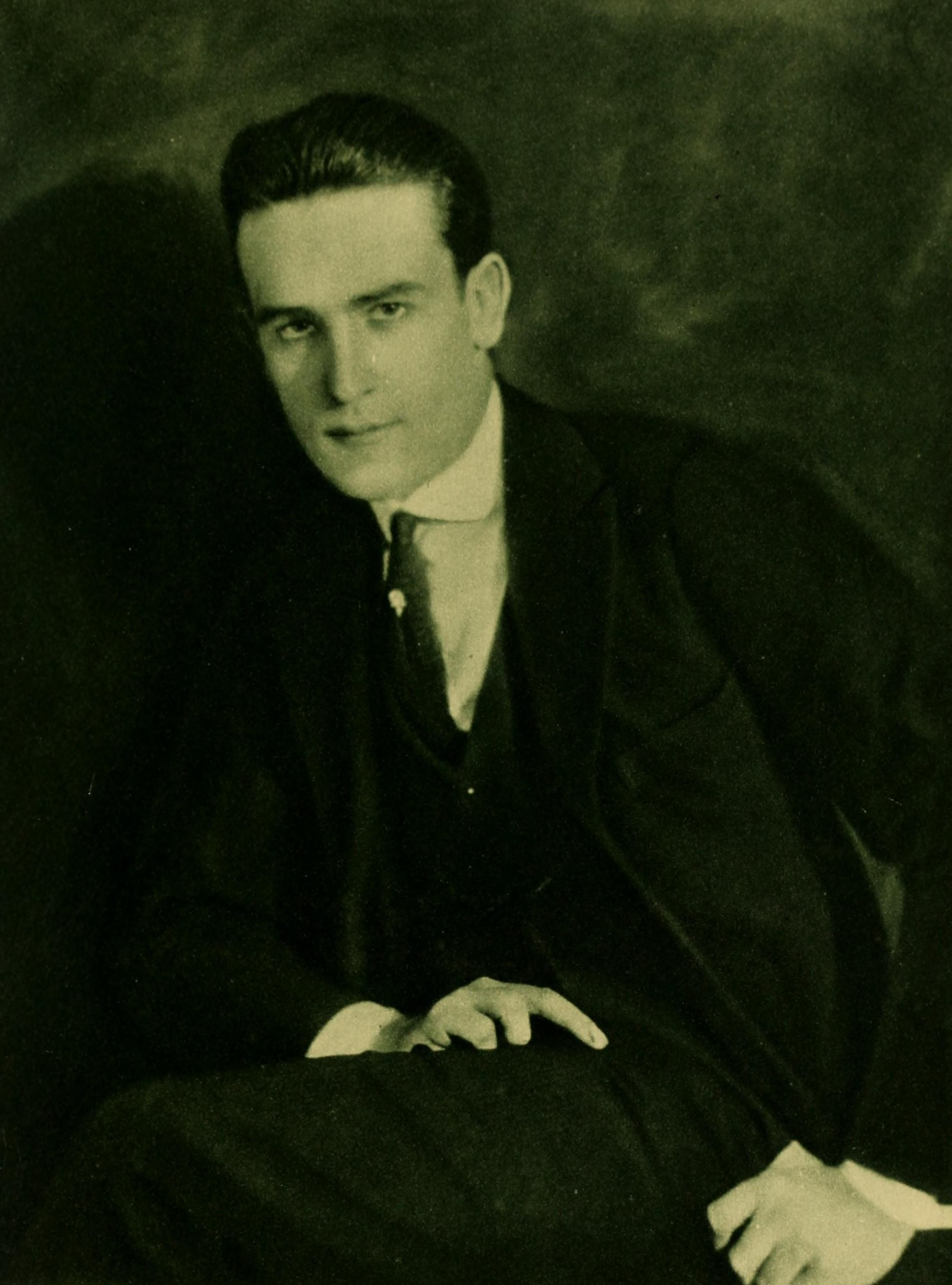
Harold Lloyd

- Fred C. Newmeyer (como Fred Newmeyer)
- Charles Stevenson
- Noah Young